# Zeuxine lindleyana
Zeuxine lindleyana là một loài thực vật có hoa trong họ Lan. Loài này được T.Cooke miêu tả khoa học đầu tiên năm 1988.